# 米格尔利昂
米格尔利昂（葡萄牙語：Miguel Leão）是巴西皮奥伊州的一个市镇。总面积74.517平方公里，总人口1192人，人口密度16人/平方公里。